# Ravioli

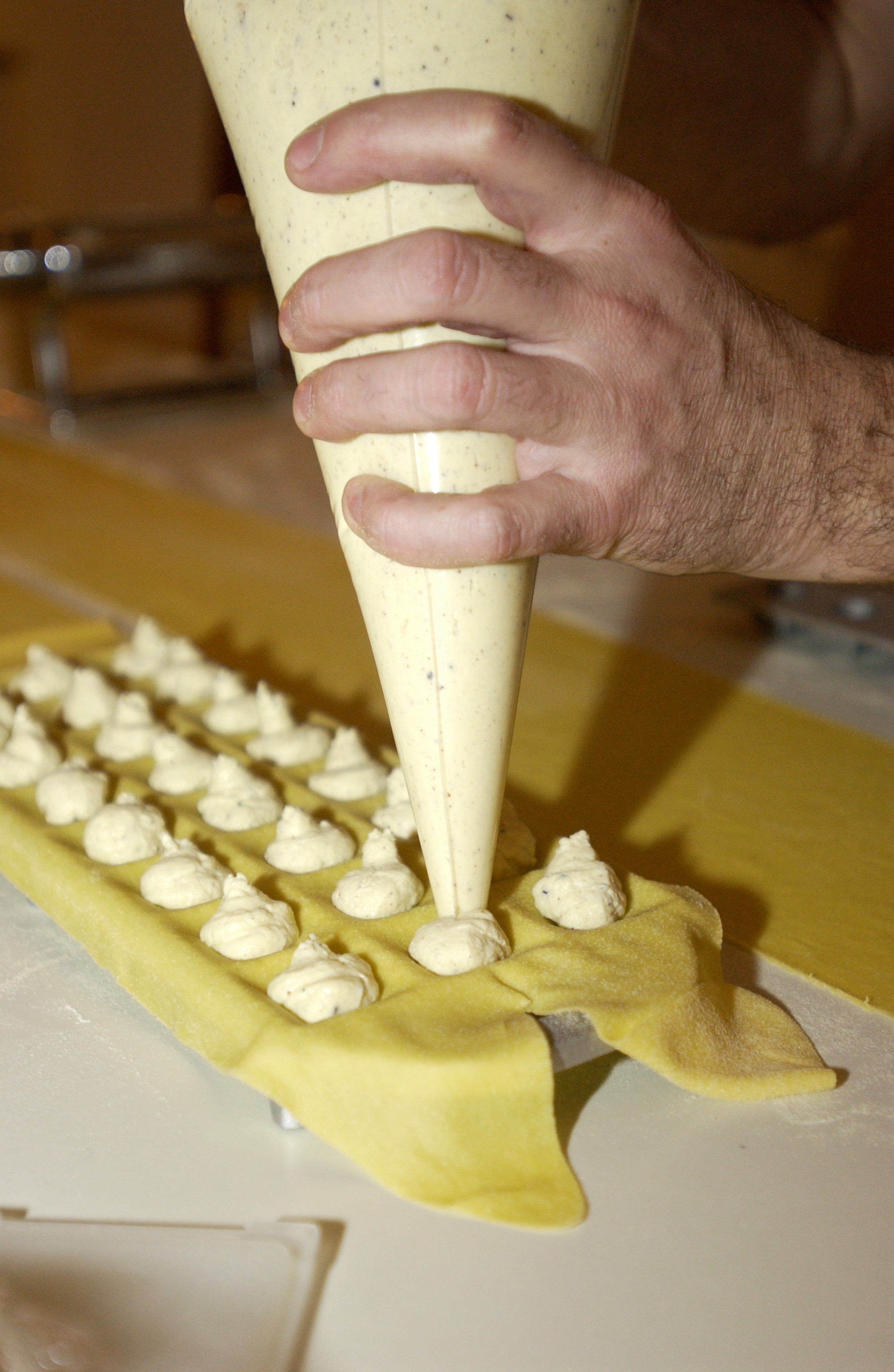
Preparazione dei ravioli

I ravioli sono un primo piatto a base di sfoglia di pasta di forma squadrata o tondeggiante, ripiena di carne, formaggi, pesce, verdure o misto di essi, a seconda delle varie tipologie locali, tipici della cucina italiana. Possono essere o meno fatti con la pasta all'uovo e serviti in brodo o asciutti, accompagnati da sughi, secondo le diverse ricette locali.

## Storia
La fonte più antica che menziona un termine equivalente all'attuale italiano "ravioli" - sotto la forma latinizzata di rafiolos - e paragonabile ad una tipologia di pasta ripiena, si trova in una pergamena manoscritta risalente all'anno 1187, rinvenuta nella città di Bergamo e attualmente conservata presso l'Archivio Storico Diocesano della stessa, in cui si parla di un banchetto che si teneva ogni anno dopo Pasqua tra i canonici della Cattedrale di Sant'Alessandro, e i cui cibi comprendevano: «[...] multones et vinum et panem et farinam et ova ad faciendum rafiolos et piper et salem et ligna». Vengono poi citati da Giovanni Boccaccio nel Decameron ("...niuna altra cosa facevano che far maccheroni e raviuoli e cuocergli..."), risultando quindi già diffusi nella società medievale, probabilmente a partire dal 1100. Nel XVI secolo i ravioli sono citati dal poeta genovese Paolo Foglietta: il loro profumo ne fa una caratteristica peculiare delle genti della Superba tanto da affermare che i corsari arabi "nulla temevano più del fumo dei ravioli...".

## Varianti regionali
Il raviolo assume varie denominazioni nelle regioni italiane, cambiando in agnolotto o agnellotto (di forma piccola) in Piemonte e nel Pavese, anolino nel Piacentino e nel Parmense, marubino nel Cremonese e nella Bassa piacentina, tortello in Emilia e Lombardia, pansoti o pansotti in Liguria, tordello o turdelo nella Toscana nord occidentale e nell'estremo Levante ligure, tortello in quasi tutta la Toscana, dal Pistoiese all'Aretino, dal Pisano alla Maremma, ravaiolo o agnolotto nelle Marche, mentre in Irpinia viene chiamato ravaiuolo ed è di pasta bianca. In alcune aree del meridione i ravioli vengono chiamati "maccaruni chini". Nel basso Cilento prendono il nome di "cauzuni": sono di pasta bianca (senza uovo) e con ripieno di ricotta e prezzemolo.
In Sicilia il raviolo è anche un piatto tipico del ragusano, di grandi dimensioni, riempito di ricotta e condito quasi sempre con sugo di maiale (talvolta anche con olio e caciocavallo); nel trapanese è chiamato cassatella.
I ravioli vengono preparati con vari ripieni e condimenti. Originariamente, non erano realizzati con pasta all'uovo, ma con un impasto ricco più di acqua che di uova. Il ripieno si componeva di borragine, scarole, carne di manzo e carne di maiale, pasta di salsiccia, uova, parmigiano, latte e maggiorana per il tipico profumo. Per molte ricette è importante che il sapore delle verdure sovrasti nettamente il resto degli ingredienti.
In Romagna, Marche, Toscana, Veneto, Friuli-Venezia Giulia e Lazio il ripieno consiste tipicamente in ricotta e spinaci, insaporiti con noce moscata e pepe nero. Una volta cotti, vengono conditi con un sugo di pomodoro o con burro, salvia e parmigiano grattugiato. Non contenendo carne, sono un piatto magro, che può essere consumato anche nei giorni di magra, di vigilia o di venerdì.
In Veneto il ripieno e i condimenti si differenziano in base alla provenienza geografica. Dalla ricotta affumicata nelle zone montane delle Dolomiti o Lessinia alle erbette selvatiche in collina e pianura, al pesce nelle zone lagunari. Tipici un po' in tutta la regione sono i condimenti con burro e salvia, sugo di pollo arrosto o in umido alla veneta.
In Emilia-Romagna i ravioli si preparano in varie forme e ripieni. I tortelli d'erbetta, di zucca e quelli di patate, sono tipicamente serviti asciutti e conditi con sughi, mentre i caplèt o anolini emiliani, come i tortellini bolognesi e i cappelletti romagnoli, vengono tendenzialmente serviti in brodo.
In Liguria il ripieno è costituito da un misto di carne cotta, cervella e laccetti, oppure di borragine e vengono tradizionalmente conditi con "o tócco (fon. it. u tuccu)", ottenuto cuocendo lungamente un pezzo di carne magra..
In Abruzzo, nella provincia di Teramo, accanto alla classica versione salata c'è una variante di ravioli dolci con ripieno di ricotta insaporita con zucchero e cannella o maggiorana, che possono essere conditi con sugo di pomodoro o con burro e salvia, a volte arricchito da zucchero. La ricotta può essere di mucca o di pecora.

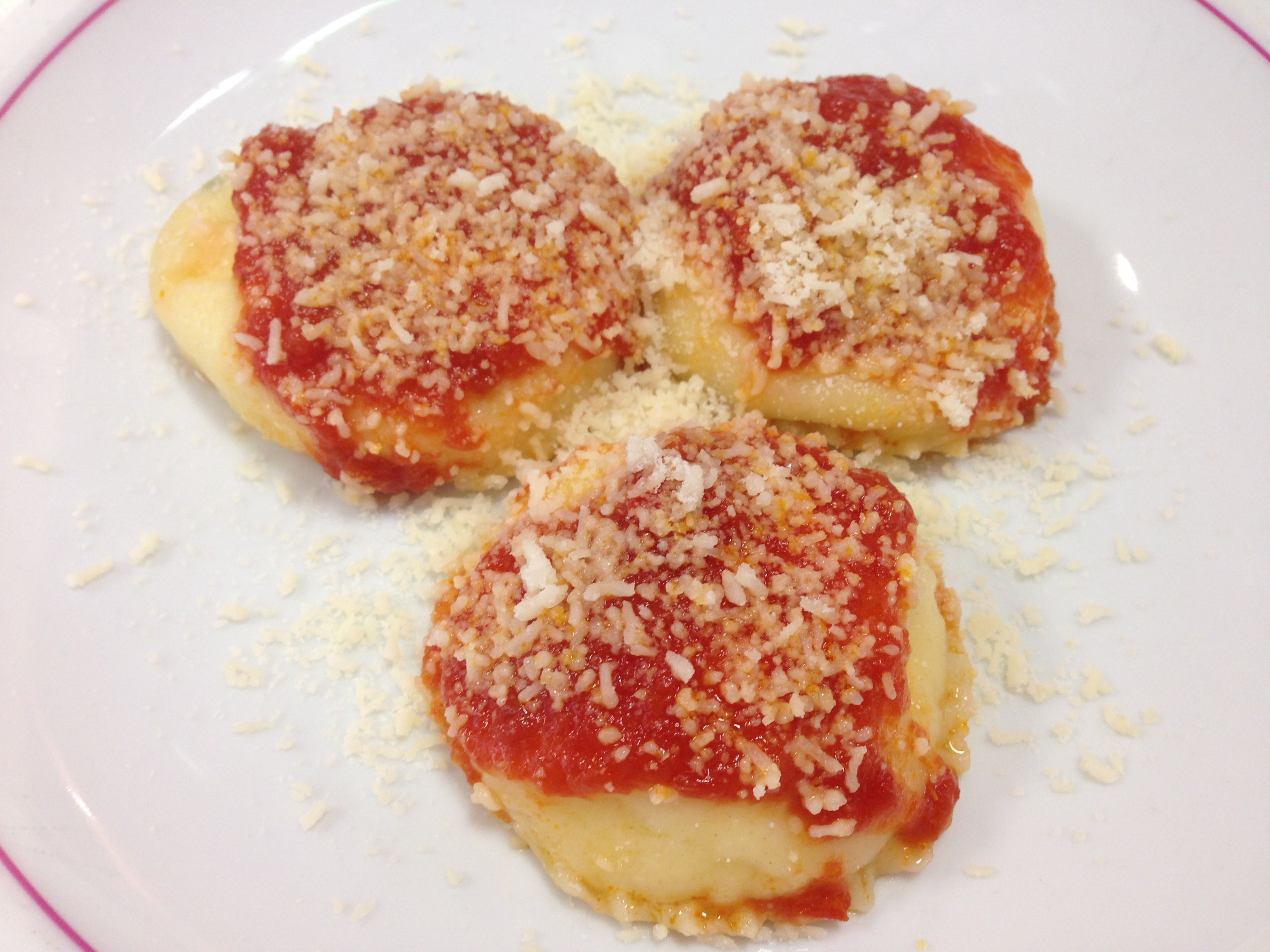
Ravioli Capresi al Ragù

I ravioli capresi sono una delle poche pietanze originali dell'isola nel golfo di Napoli. La pasta si prepara senza uova: solo farina, acqua bollente e olio. Il ripieno è fatto con caciotta fresca e secca, uova, maggiorana fresca, pepe e parmigiano reggiano. Di norma vengono serviti con una salsa di pomodoro piuttosto leggera; possono essere conditi anche con il sugo del ragù napoletano nella versione caprese.
In Sicilia, Puglia, Basilicata, sono diffusi i ravioli di ricotta, conditi con sugo semplice o di maiale. Sono impastati con farina di grano duro, mentre la farcia è ricavata dalla lavorazione di ricotta vaccina abbastanza asciutta, lasciata a sgocciolare per qualche ora prima della preparazione. A Taranto si chiamano cazuni e sono preparati nel periodo di Carnevale. Per le cassatelle invece viene utilizzata la ricotta di pecora, e sono cucinate anche in brodo.
In Sardegna i ravioli si preparano con un ripieno di ricotta e buccia di limone grattugiata, oppure con ricotta, spinaci e zafferano o formaggio fresco di prima cagliata. Una preparazione tipica di una parte delle Barbagie detta Ogliastra prevede un impasto di patate e menta (Culurgiones).
Oltre ai condimenti di cui sopra, il raviolo può essere servito scondito ("a culo nudo") o con poca acqua di cottura a cui viene aggiunto del vino rosso. Questa versione fa parte della tradizione culinaria del paese di Gavi, in Val Lemme, e viene tramandata e protetta dall'"Ordine Obertengo dei Cavalieri del Raviolo e del Cortese" di Gavi.

## Ravioli dolci
Con il nome di raviolo o raviola in molte regioni d'Italia si designa un prodotto dolce, ripieno di ricotta, di marmellata (in particolare la mostarda bolognese in Emilia) o di crema di castagne e fritto o cotto al forno.

## Riconoscimenti

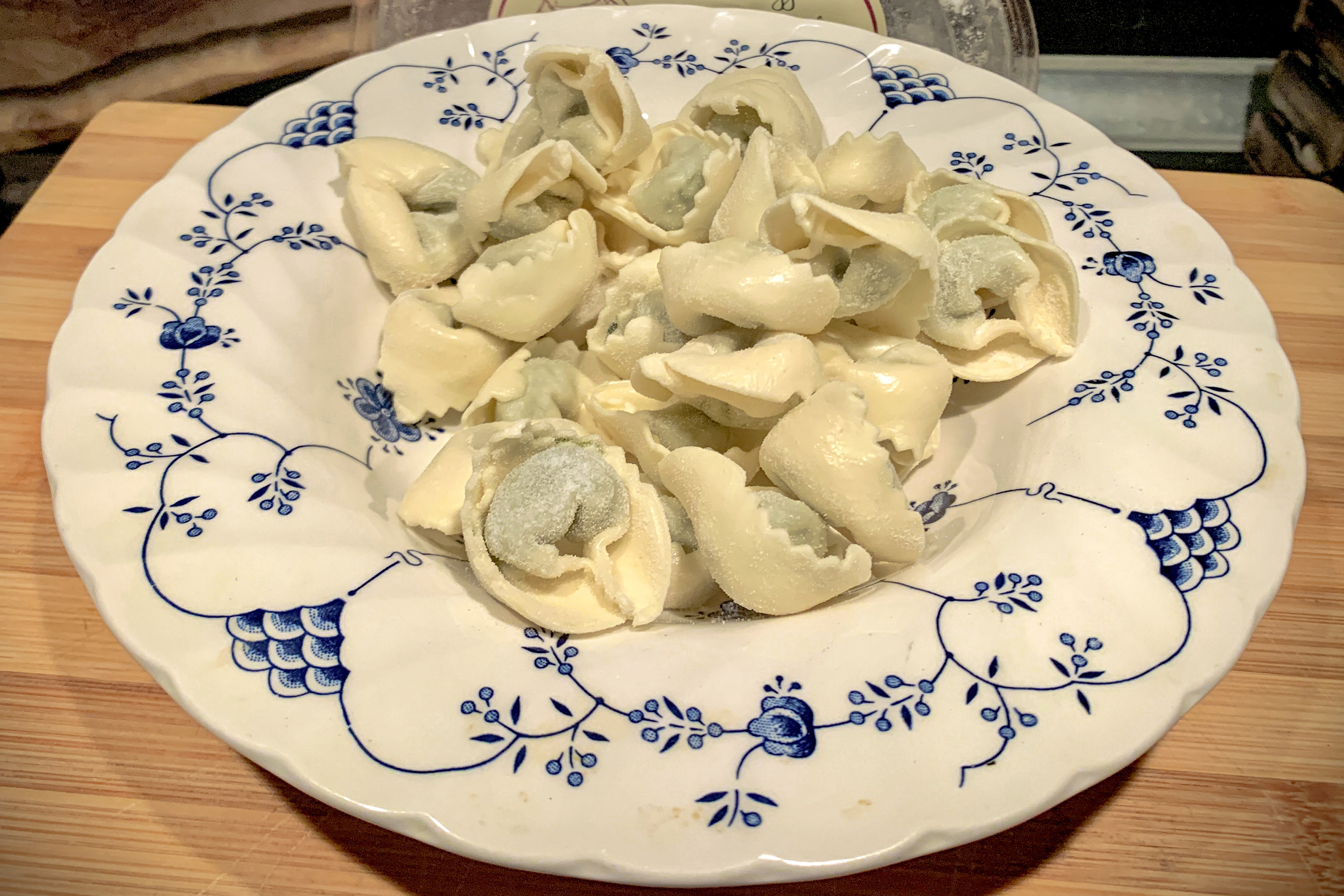
Ravioli liguri (detti anche pansotti o pansoti) in salsa di noci

Alcuni tipici ravioli hanno ottenuto il riconoscimento come prodotti agroalimentari tradizionali italiani (PAT), altri godono della denominazione comunale d'origine (De.Co.).
| Regione               | Prodotto                                                                          | Riconoscimento |
| --------------------- | --------------------------------------------------------------------------------- | -------------- |
| Abruzzo               |                                                                                   |                |
|                       | Ravioli dolci di ricotta                                                          | PAT            |
| Basilicata            |                                                                                   |                |
|                       | Ravioli                                                                           | PAT            |
| Campania              |                                                                                   |                |
|                       | Ravioli allo zenzifero di Quaglietta                                              | PAT            |
|                       | Ravioli capresi                                                                   | PAT            |
|                       | Raviolo di ricotta di pecora                                                      | PAT            |
| Friuli-Venezia Giulia |                                                                                   |                |
|                       | Cjarsons                                                                          | PAT            |
| Lazio                 |                                                                                   |                |
|                       | Ravioli con crema di castagne                                                     | PAT            |
|                       | Ravioli di patate                                                                 | PAT            |
|                       | Raviolo di San Pancrazio                                                          | PAT            |
| Liguria               |                                                                                   |                |
|                       | Ravioli di patate rosse                                                           | PAT            |
|                       | Raviolo alle erbette                                                              | PAT            |
|                       | Raviolo ligure                                                                    | PAT            |
|                       | Raviolo magro                                                                     | PAT            |
| Lombardia             |                                                                                   |                |
|                       | Raviolo di Sesto Calende                                                          | De.Co.         |
|                       | Casoncelli della bergamasca                                                       | PAT            |
|                       | Casoncello di Barbariga                                                           | PAT            |
|                       | Casoncello di Pontoglio                                                           | PAT            |
| Molise                |                                                                                   |                |
|                       | Ravioli scapolesi                                                                 | PAT            |
| Piemonte              |                                                                                   |                |
|                       | Agnolotti                                                                         | PAT            |
|                       | Ravioles della Val Varaita                                                        | PAT            |
| Puglia                |                                                                                   |                |
|                       | Ravioli con ricotta                                                               | PAT            |
| Sardegna              |                                                                                   |                |
|                       | Ravioli dolci (Puligioni, Bruglioni, Pulicioni, Buldzoni)                         | PAT            |
|                       | Ravioli dolci ripieni di formaggio fresco acido (S'azza de casu, Coccias de casu) | PAT            |
|                       | Raviolini dolci ripieni di melacotogna (Culingioneddus de melairanni)             | PAT            |
|                       | Ravioletti dolci alle mandorle (Cruxioneddu de mindua, Culungioneddos de mendula) | PAT            |
| Sicilia               |                                                                                   |                |
|                       | Cassatella di Agira                                                               | PAT            |
|                       | Cassatella di ceci                                                                | PAT            |
| Toscana               |                                                                                   |                |
|                       | Ravioli nudi (Gnudi, Strangolapreti, Strozzapreti, Gnocchi del casentino)         | PAT            |
|                       | Tortello del melo                                                                 | PAT            |
| Trentino-Alto Adige   |                                                                                   |                |
|                       | Schlutzkrapfen (Mezzelune)                                                        | PAT            |